# Bajo Maestrazgo
El Bajo Maestrazgo (en valenciano, y oficialmente el Baix Maestrat) es una comarca costera situada en el norte de la provincia de Castellón, en la Comunidad Valenciana (España). Tiene una superficie de 1221 km², con una población de 81 220 habitantes repartidos en 18 poblaciones. La capital de la comarca es Vinaroz.

## Municipios
Los municipios que oficialmente componen la comarca son:
| Municipio                 | Nombre oficial            | Población (2023) | Superficie | Densidad |
| ------------------------- | ------------------------- | ---------------- | ---------- | -------- |
| Vinaroz                   | Vinaròs                   | 29 686           | 95,46      | 302,04   |
| Benicarló                 | Benicarló                 | 28 681           | 47,86      | 571,73   |
| Peñíscola                 | Peníscola/Peñíscola       | 8449             | 78,97      | 97,29    |
| Alcalá de Chivert         | Alcalà de Xivert          | 7160             | 167,56     | 39,61    |
| Cálig                     | Càlig                     | 2013             | 27,47      | 71,39    |
| San Mateo                 | Sant Mateu                | 1987             | 64,62      | 30,21    |
| Traiguera                 | Traiguera                 | 1336             | 59,76      | 22,87    |
| San Jorge                 | Sant Jordi/San Jorge      | 1249             | 36,49      | 27,13    |
| Rosell                    | Rossell                   | 891              | 74,93      | 12,17    |
| Santa Magdalena de Pulpis | Santa Magdalena de Pulpis | 784              | 66,49      | 11,34    |
| Salsadella                | la Salzadella             | 660              | 49,92      | 14,02    |
| Chert                     | Xert                      | 686              | 82,51      | 8,34     |
| La Jana                   | La Jana                   | 678              | 19,50      | 34,67    |
| Canet lo Roig             | Canet lo Roig             | 685              | 68,67      | 9,84     |
| Cervera del Maestre       | Cervera del Maestre       | 656              | 93,24      | 5,97     |
| San Rafael del Río        | San Rafael del Río        | 494              | 21,15      | 22,03    |
| Puebla de Benifasar       | la Pobla de Benifassà     | 235              | 136,00     | 1,46     |
| Castell de Cabres         | Castell de Cabres         | 19               | 30,72      | 0,72     |
| Total                     |                           | 86 349           | 1221,32    | 67,50    |

## Geografía
La comarca limita al noroeste con la provincia de Teruel, al noreste con la provincia de Tarragona, al este con el mar Mediterráneo y al sur con la comarca de la Plana Alta y al oeste con las comarcas del Alto Maestrazgo y Los Puertos.
En esta comarca encontramos la Sierra de Irta, el paraje costero sin urbanizar más grande de la Comunidad Valenciana, declarado recientemente parque natural.
El Bajo Maestrazgo se encuentra situado dentro del ámbito lingüístico valenciano.

## Actividades
Las actividades tradicionales son -entre otras- la agricultura (cítricos, olivos, alcachofas...) y la pesca. La alcachofa de Benicarló tiene denominación de origen.
Entre los platos tradicionales destacan la fideuá, el arrossejat. También son muy conocidos los langostinos de Vinaroz, el "caracol" (cargol punxenc) de Peñíscola o la "farinosa" de Cálig o la alcachofa de Benicarló

## Delimitaciones históricas
La comarca actual del Bajo Maestrazgo, también comprende las subcomarcas históricas de la Tenencia de Benifasar y la Plana de Vinaroz, donde las localidades de Albocácer y Tírig (en el actual Alto Maestrazgo), y de Cuevas de Vinromá, Sarratella, Torre Endoménech, y Villanueva de Alcolea (en la Plana Alta), también formaban parte de la comarca histórica. En el mapa de comarcas de Emili Beüt Comarques naturals del Regne de València publicado en el año 1934, aparece reflejada la comarca antigua.